# Mamude Alasgari
Mamude ibne Huceine ibne Maomé Alasgari (em árabe: Mahmud ibn Husayn ibn Muhammad al-Kashgari) foi um estudioso do Canato Caracânida do século XI e lexicógrafo das línguas turcas de Casgar. Nasceu em Barsgã, uma cidade atualmente localizada no Quirguistão. Por volta de 1057, se tornou um refugiado político, antes de se estabelecer em Baguedade, onde escreveu seu célebre Compêndio dos dialetos turcos em 1077. Nada mais se sabe sobre sua vida.